# Riduzionismo (filosofia)
In epistemologia il termine riduzionismo rispetto a qualsiasi scienza sostiene che gli enti, le metodologie o i concetti di tale scienza debbano essere ridotti al minimo sufficiente a spiegare i fatti della teoria in questione. In questo senso il riduzionismo può essere inteso come un'applicazione del cosiddetto "rasoio di Occam" (o "principio di economia"), secondo cui non bisogna aumentare senza necessità le entità coinvolte nella spiegazione di un fenomeno.

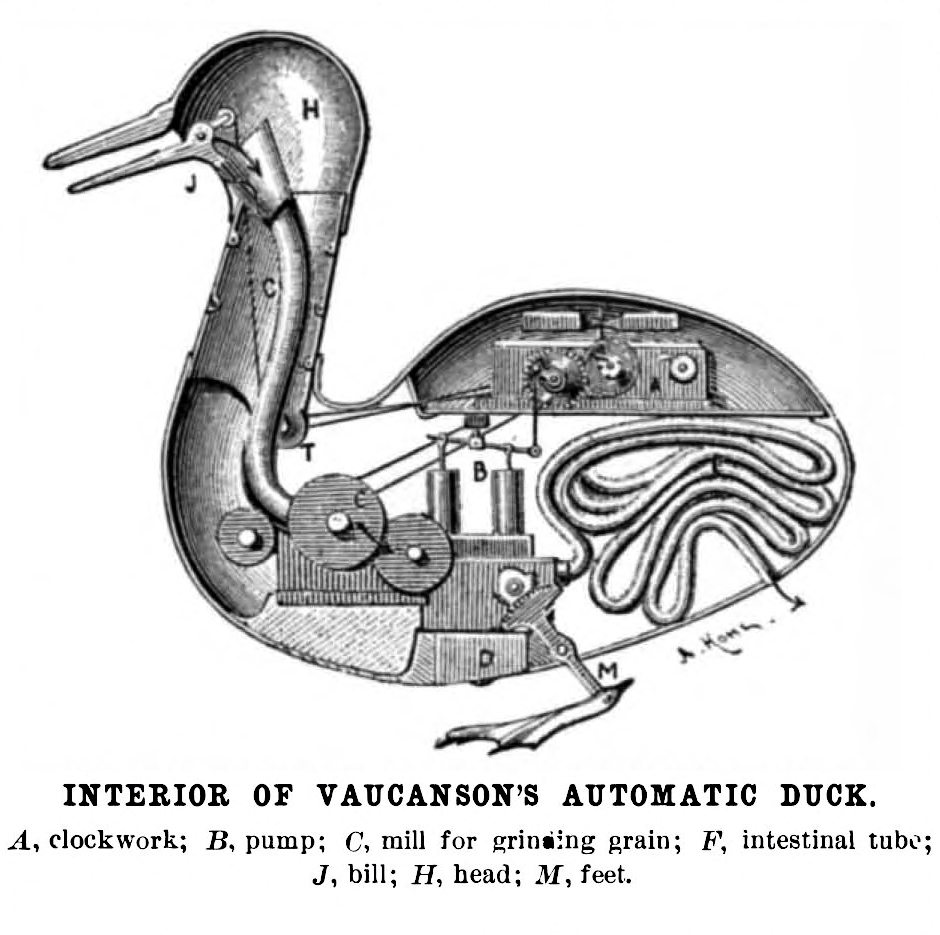
Immagine tratta dal De homine di Renato Cartesio (1662), in cui l'autore sosteneva che gli animali potessero essere spiegati riduttivamente in maniera simile agli automi, cioè come se fossero essenzialmente delle versioni solo più meccanicamente complesse di quest'anatra digeritrice.

## Descrizione
Esistono tre forme di riduzionismo:
- ontologico (analogo al monismo)
- epistemologico
- concettuale

### Nella filosofia della mente
In particolare il riduzionismo nella filosofia della mente, rispetto a queste tre categorie, sostiene che:
- la mente non esiste come entità separatamente dal corpo;
- la mente possa essere studiata basandosi solo attraverso fenomeni più fondamentali e direttamente osservabili come il comportamento o l'attività neuronale;
- i concetti usati nella psicologia tradizionale siano inadatti, troppo vaghi e persino erronei. (Stessa critica alla psicologia, ma di segno opposto, è mossa dalla fenomenologia o dalla psicologia fenomenologica, che intende negare valore allo psicologismo della psicologia, inteso come una forma di riduzionismo e criticato proprio per la sua carenza di rigore logico-epistemico.)

Il riduzionismo si propone invece di studiare la mente riducendola ad un oggetto della fisica: leggi che descrivono il funzionamento della mente sarebbero riconducibili a leggi fisiche, quindi la mente deve essere studiata come qualsiasi altro oggetto fisico. Assumendo che la mente si manifesti soprattutto in due aspetti, il cervello ed il comportamento, il riduzionismo riduce la mente a questi aspetti e si propone di studiare solo questi, senza fare altre assunzioni su una eventuale realtà oltre o dietro questi fenomeni. Con ciò di fatto si elimina ogni aspetto possibilmente metafisico della mente. Il riduzionismo in tal senso tenta di superare il problema mente-corpo, riducendo la mente a proprietà o aspetto del corpo e negando qualsiasi forma di dualismo.
La critica più radicale al riduzionismo è forse l'opera di Martin Heidegger, critica poi culminata nella famosa affermazione "La scienza non pensa". Altresì, è da segnalare l'opera di Emanuele Severino, che lo ritiene una contraddizione logica.

### Correnti pro e contro
Correnti nella filosofia della mente e nelle scienze cognitive favorevoli al riduzionismo sono:
- il materialismo;
- l'eliminativismo;
- il comportamentismo.

Correnti che si oppongono al riduzionismo:
- l'olismo, che per definizione è l'opposto di questa visione;
- l'emergentismo;
- la neurofenomenologia.

Correnti critiche all'approccio riduzionista in filosofia:
- fenomenologia, psichiatria fenomenologica
- metafisica
- ontologia ermeneutica
- teoria della complessità
- epistemologia della complessità
- lacune esplicative